# ガラスの十代
「ガラスの十代」（ガラスのじゅうだい）は、日本の男性アイドルグループである光GENJIの楽曲。同グループの2枚目のシングルとして、1987年11月26日にポニーキャニオンからリリースされた。

## 制作

### ガラスの十代
翌年にリリースしたアルバム『光GENJI』の先行シングルで、同作品には『LPバージョン』として収録されている。
シングル発売当時は光GENJIの全メンバーが十代であったが、発売から2か月後の1988年1月にはメンバー最年長の内海光司が20歳を迎えている。
元プロ野球選手の立浪和義が、現役初年度の1988年に、応援歌として替え歌が使われた。

### Graduation
タイトル通り「卒業」について歌っている楽曲で、アルバム『光GENJI』にも収録されている。余談だが、この曲を作詞・作曲しているチャゲ&飛鳥（現・CHAGE and ASKA）の提供曲を含む全楽曲の中で、「卒業ソング」はこの1曲のみである。

## 記録
オリコンシングルチャートでは、前作「STAR LIGHT」に引き続き初登場1位を獲得した。
シングルの売上（出荷）枚数は公称で95万枚。

### 音楽祭受賞歴
| 年     | 音楽賞                        | 結果                                   | 出典  |
| ------ | ----------------------------- | -------------------------------------- | ----- |
| 1988年 | 第2回日本ゴールドディスク大賞 | グランプリ・シングル・オブ・ザ・イヤー | [ 6 ] |
| 1988年 | 第2回日本ゴールドディスク大賞 | ベスト・シングル・オブ・ザ・イヤー     | [ 6 ] |

## 収録曲
| 全作詞: 飛鳥涼、全編曲: 佐藤準。 |                  |           |        |      |
| #                                | タイトル         | 作詞      | 作曲   | 時間 |
| 1.                               | 「ガラスの十代」 | 飛鳥涼    | 飛鳥涼 | 3:41 |
| 2.                               | 「Graduation」   | 飛鳥涼    | CHAGE  | 4:24 |
| 合計時間:                        | 合計時間:        | 合計時間: | 8:05   |      |

| 全作詞: 飛鳥涼、全編曲: 佐藤準。 |                                        |           |        |      |
| #                                | タイトル                               | 作詞      | 作曲   | 時間 |
| 1.                               | 「ガラスの十代」(歌入り)               | 飛鳥涼    | 飛鳥涼 | 3:41 |
| 2.                               | 「ガラスの十代」(オリジナル・カラオケ) | 飛鳥涼    |        | 3:41 |
| 3.                               | 「Graduation」(歌入り)                 | 飛鳥涼    | CHAGE  | 4:24 |
| 4.                               | 「Graduation」(オリジナル・カラオケ)   | 飛鳥涼    |        | 4:24 |
| 合計時間:                        | 合計時間:                              | 合計時間: | 16:10  |      |

## リリース履歴
| 規格            | 発売日         | レーベル         | 品番       |
| --------------- | -------------- | ---------------- | ---------- |
| 7インチレコード | 1987年11月26日 | ポニーキャニオン | 7A 0800    |
| CT              | 1987年11月26日 | ポニーキャニオン | 10P 13180  |
| 8cmCD           | 1989年11月21日 | ポニーキャニオン | PCDA-00032 |

## 映像作品
ガラスの十代
- 太陽がいっぱい
- 少年武道館 〜少年御三家新春一番歌いぞめ〜
- 光GENJI ファーストライブ
- 少年武道館II
- Bye-Bye for Tomorrow See You Again P/S I LOVE YOU（ファンクラブ限定販売）
- P/S I LOVE YOU

## メディアでの使用
| # | 曲名             | タイアップ                           | 出典 |
| - | ---------------- | ------------------------------------ | ---- |
| 1 | 「ガラスの十代」 | 映画『ロックよ、静かに流れよ』挿入歌 |      |